# میگرن شکمی
میگرن شکمی (انگلیسی: Abdominal migraine) معمولاً در کودکانی بوده و با دوره‌های درد شکمی بدون همراهی سردرد بروز پیدا می‌کند.
تأیید تشخیص، مشکل است چون مجموعه‌ای از ویژگی‌ها وجود ندارد که خاص باشد و در نتیجه می‌تواند انجام تشخیص نهایی، زمان ببرد. با این حال، این وضعیت در بزرگسالان نادر است، اما کودکان مبتلا به میگرن شکمی ممکن است در بزرگ‌سالی دارای میگرن همراه سردرد باشند.